# Фукреј
Фукреј (фр. Fouquereuil) насеље је и општина у североисточној Француској у региону Север-Па д Кале, у департману Па де Кале која припада префектури Béthune.
По подацима из 2011. године у општини је живело 1234 становника, а густина насељености је износила 613,93 становника/km². Општина се простире на површини од 2,01 km². Налази се на средњој надморској висини од 28 метара (максималној 53 m, а минималној 24 m).

## Демографија
| 1962. | 1968. | 1975. | 1982. | 1990. | 1999. | 2011. |
| ----- | ----- | ----- | ----- | ----- | ----- | ----- |
| 1.236 | 1.259 | 1.264 | 1.115 | 1.056 | 1.023 | 1.234 |

График промене броја становника у току последњих година